# Langenpreising
Langenpreising er en kommune i Landkreis Erding i Regierungsbezirk Oberbayern i den tyske delstat Bayern. Den er en del af Verwaltungsgemeinschaft Wartenberg.

## Geografi
Langenpreising ligger i Region München og er den nordligste kommune i Landkreis Erding beliggende ved den nordlige ende af Erdinger Moos ikke langt fra floden Isar. Langenpreising ligger kun 6 km syd for Moosburg an der Isar, 19 km sydvest for Landshut, 17 km nordøst for Erding und 21 km fra Flughafen München.
I kommunen ligger landsbyerne Holzhausen, Langenpreising, Rosenau, Weipersdorf og
Zustorf.
- Wikimedia Commons har flere filer relateret til Langenpreising